# Beijing Hotel
Beijing Hotel (kinesisk: 北京饭店) er et stort statsejet hotel, centralt beliggende i bydistriktet Dongcheng i Beijing i Folkerepublikken Kina.
Det er beliggende i den sydlige ende af Wangfujingpå hjørnet af Chang'an Avenue.
Hotellet blev bygget i 1900. 

## Links
- officiel hjemmeside Arkiveret 17. december 2007 hos  Wayback Machine